# 아시아두더지류
아시아두더지류 또는 동아시아두더지류는 중국 국경 지역과 미얀마 그리고 베트남의 숲과 고지대 산지에 서식하는 땃쥐를 닮은 두더지류 포유류이다.

## 하위 종
5종이 알려져 있다.
- Uropsilus aequodonenia - 2013년 신종으로 기재[2]
- 앤더슨땃쥐두더지 (Uropsilus andersoni)
- 긴주둥이땃쥐두더지 (Uropsilus gracilis)
- 윈난땃쥐두더지 (Uropsilus investigator)
- 중국땃쥐두더지 (Uropsilus soricipes)